# 1100'erne
Århundreder: 11. århundrede – 12. århundrede – 13. århundrede
Årtier: 1050'erne 1060'erne 1070'erne 1080'erne 1090'erne – 1100'erne – 1110'erne 1120'erne 1130'erne 1140'erne 1150'erne
År: 1100 1101 1102 1103 1104 1105 1106 1107 1108 1109